# Halalaimus filicaudatus
Halalaimus filicaudatus är en rundmaskart som beskrevs av Allgen 1959. Halalaimus filicaudatus ingår i släktet Halalaimus och familjen Oxystominidae. Inga underarter finns listade i Catalogue of Life.